# Emploi de gré à gré
En droit du travail américain, le régime juridique de l'emploi de gré à gré (anglais : employment at will ou at-will employment)  donne la possibilité à un employeur de licencier un employé pour quelque raison que ce soit, c'est-à-dire sans avoir à établir un juste motif pour le licenciement, et ce, sans avertissement tant que le motif n'est pas illégal (par exemple, un congédiement en raison de la race, de la religion ou de l'orientation sexuelle de l'employé). Lorsqu'un employé est reconnu comme étant embauché « de gré à gré », les tribunaux refusent à l'employé toute réclamation pour perte résultant du licenciement. Le fondement de cette règle est qu'un employé peut avoir le même droit de quitter son emploi sans motif ni avertissement. Cette pratique est considérée comme injuste par ceux qui considèrent la relation de travail comme caractérisée par l'inégalité du pouvoir de négociation.
L'emploi de gré à gré est progressivement devenu la règle par défaut en vertu du droit prétorien du contrat de travail dans la plupart des États américains à la fin du XIXe siècle, et a été approuvé par la Cour suprême des États-Unis pendant l'ère Lochner, lorsque le pouvoir judiciaire a consciemment cherché à empêcher la réglementation gouvernementale du marché du travail. Au cours du XXe siècle, de nombreux États ont modifié la règle en ajoutant un nombre croissant d'exceptions ou en modifiant complètement les normes trouvant application par défaut dans le contrat de travail. Dans les lieux de travail où un syndicat est reconnu aux fins de la négociation collective, et dans de nombreux emplois du secteur public, la norme normale de licenciement est que l'employeur doit avoir une « cause juste ». Autrement, sous réserve des droits prévus dans les lois statutaires (notamment les prohibitions de la discrimination en vertu de la Civil Rights Act), la plupart des États adhèrent au principe général selon lequel l'employeur et l'employé peuvent faire les conventions qu'ils choisissent  pour la protection contre le licenciement. L'emploi de gré à gré demeure controversé et reste un sujet de débat important dans l'analyse économique du droit, en particulier en ce qui concerne l'efficacité macroéconomique de permettre aux employeurs de licencier sommairement et arbitrairement des employés,.

## Droit comparé

### Droit canadien

#### Droit québécois
L'emploi de gré à gré n'existe pas au Québec en raison de l'article 2092 du Code civil du Québec qui prévoit que « Le salarié ne peut renoncer au droit qu’il a d’obtenir une indemnité en réparation du préjudice qu’il subit, lorsque le délai de congé est insuffisant ou que la résiliation est faite de manière abusive ». Il s'agit d'une règle impérative en raison des mots « ne peut renoncer au droit ». Les tribunaux refusent d'appliquer les clauses (souvent traduites de l'anglais) qui donnent à l'employeur la possibilité de résilier le contrat sans motif valable et sans préavis; voir par ex. la décision Sbai c. Panthera Dentaire inc où la juge applique l'article 2092 C.c.Q. plutôt que la clause de renonciation de toute cause d'action à l'égard de l'employeur.
D'après la table de concordance entre le Code civil du Québec et le Code civil du Bas-Canada, cette disposition n'avait pas d'équivalent dans l'ancien Code civil. Sous l'ancien Code civil, il n'est pas question de contrat de travail mais plutôt de « contrat de louage de services », qui postule une égalité contractuelle entre l'employé et l'employeur  , comme le fait l'emploi de gré à gré du droit américain